# Орасіо Тиханович
Орасіо Габрієль Тиханович (ісп. Horacio Gabriel Tijanovich; нар. 28 лютого 1996, Сан-Хусто, Аргентина) — аргентинський футболіст українського походження, нападник «Платенсе».

## Життєпис
Вихованець молодіжних академій клубів «Атлетіко Уругвай» та «Дон Боско». У 2012 році перебрався до «Дефенсорес Пронунсіаменто», який виступав у Турнео Архентіно Б. У сезоні 2012/13 років відзначився 3-ма голами в 14-ти матчах, але не зміг допомогти своєму клубу уникнути вильоту до Турнео Архентіно С. У лбтому 2014 року приєднався до складу представника аргентинської Прімери «Хімнасія і Есгріма». В липні 2015 року потрапляв до заявки на поєдинок кубку Аргентини, але на поле так і не вийшов. На професіональному рівні дебютував 19 вересня в поєдинку чемпіонату проти «Тігре». Ще один матч зіграв два місяці по тому, проти «Колона».
У липні 2016 року відданий в оренду в «Агропесуаріо» з Торнео Федерл А. Відзначився 8-ма голами у тридцяти одному матчі, включаючи його перші два голи 25 вересня в поєдинку проти «Хенерал Бельграно» в сезоні, завдяки чому допоміг команді підвищитися в класі. Повернувся до «Хімнасії і Есгріми» в червні 2017 року, після чого майже відразу ж знову відправився в оренду, щоб приєднатися до команди Прімери Дивізіону «Дефенса і Хустісія».

## Статистика виступів

### Клубна
Станом на 10 вересня 2018
| Клуб                          | Сезон             | Ліга               | Ліга  | Ліга | Кубок | Кубок | Кубок ліги | Кубок ліги | Континентальні | Континентальні | Інші  | Інші | Загалом | Загалом |
| Клуб                          | Сезон             | Дивізіон           | Матчі | Голи | Матчі | Голи  | Матчі      | Голи       | Матчі          | Голи           | Матчі | Голи | Матчі   | Голи    |
| ----------------------------- | ----------------- | ------------------ | ----- | ---- | ----- | ----- | ---------- | ---------- | -------------- | -------------- | ----- | ---- | ------- | ------- |
| «Дефенсорес Пронунсіаменто»   | 2012–13           | Торнео Архентіно B | 13    | 4    | 0     | 0     | —          | —          | —              | —              | 0     | 0    | 13      | 4       |
| «Дефенсорес Пронунсіаменто»   | 2014              | Торнео Архентіно C | 0     | 0    | 0     | 0     | —          | —          | —              | —              | 0     | 0    | 0       | 0       |
| «Дефенсорес Пронунсіаменто»   | Загалом           | Загалом            | 13    | 4    | 0     | 0     | —          | —          | —              | —              | 0     | 0    | 13      | 4       |
| «Хімнасія і Есгріма»          | 2014              | Прімера Дивізіон   | 0     | 0    | 0     | 0     | —          | —          | 0              | 0              | 0     | 0    | 0       | 0       |
| «Хімнасія і Есгріма»          | 2015              | Прімера Дивізіон   | 2     | 0    | 0     | 0     | —          | —          | —              | —              | 0     | 0    | 2       | 0       |
| «Хімнасія і Есгріма»          | 2016              | Прімера Дивізіон   | 0     | 0    | 0     | 0     | —          | —          | —              | —              | 0     | 0    | 0       | 0       |
| «Хімнасія і Есгріма»          | 2016–17           | Прімера Дивізіон   | 0     | 0    | 0     | 0     | —          | —          | 0              | 0              | 0     | 0    | 0       | 0       |
| «Хімнасія і Есгріма»          | 2017–18           | Прімера Дивізіон   | 0     | 0    | 0     | 0     | —          | —          | —              | —              | 0     | 0    | 0       | 0       |
| «Хімнасія і Есгріма»          | 2018–19           | Прімера Дивізіон   | 1     | 0    | 0     | 0     | —          | —          | —              | —              | 0     | 0    | 1       | 0       |
| «Хімнасія і Есгріма»          | Загалом           | Загалом            | 3     | 0    | 0     | 0     | —          | —          | 0              | 0              | 0     | 0    | 3       | 0       |
| «Агропесуаріо» (оренда)       | 2016–17           | Торнео Федерал A   | 31    | 8    | 0     | 0     | —          | —          | —              | —              | 0     | 0    | 31      | 8       |
| «Дефенса і Хустісія» (оренда) | 2017–18           | Прімера Дивізіон   | 15    | 0    | 0     | 0     | —          | —          | 1              | 0              | 0     | 0    | 16      | 0       |
| Усього за кар'єру             | Усього за кар'єру | Усього за кар'єру  | 62    | 12   | 0     | 0     | —          | —          | 1              | 0              | 0     | 0    | 63      | 12      |

1. ↑  У тому числі й матчі Кубку Аргентини
2. ↑  У тому числі й матчі Південноамериканського кубку
3. ↑  Один матч у Південноамериканського кубку 2018

## Досягнення
«Агропесуаріо»
- Торнео Федерал A
  -  Чемпіон (1): 2016/17